# Marcel Wildhaber
Marcel Wildhaber (17 de mayo de 1985) es un deportista suizo que compite en ciclismo de montaña en la disciplina de campo a través. Ganó una medalla de bronce en el Campeonato Europeo de Ciclismo de Montaña de 2015, en la prueba por eliminación.

## Medallero internacional
| Campeonato Europeo | Campeonato Europeo      | Campeonato Europeo | Campeonato Europeo |
| Año                | Lugar                   | Medalla            | Competición        |
| ------------------ | ----------------------- | ------------------ | ------------------ |
| 2015               | Chies d'Alpago (Italia) | Medalla de bronce  | Eliminación        |